# Remirema
Remirema é um género botânico pertencente à família Convolvulaceae.
1. ↑  «Remirema — World Flora Online». www.worldfloraonline.org. Consultado em 19 de agosto de 2020